# セキュアCD
セキュアCD (英記: Secure CD) とは、当時の東芝EMIが2005年8月31日より導入した新規格のコピーコントロールCD(CCCD)の通称である。

## 概要
それまでのCCCD規格であるCDS-200規格およびレーベルゲートCD規格とは異なるCDS-300規格を使用し、従前のCCCDとは挙動が異なることを根拠として、EMIミュージック・ジャパン側は「コピーコントロールCD」の呼称およびCCCDロゴを使用していないが、日本レコード協会によれば、この「セキュアCD」もCCCDの一種であると定義できる。
日本での導入当初は、海外でもSONY BMG（当時）が導入に積極的だったが、日本の発売元であるSMEやBMG JAPAN（両社は後に統合）での導入の予定はなかったので、当時の洋楽ファンの中には値段が高くても国内盤を買う人が多くなる傾向にあった。このセキュアCD規格を採用した作品の発売は2006年6月で終了し、EMI以外の国内メーカーからの同規格での楽曲発売もついになかった。

## 内容
パッケージには「パソコンでのご利用には制約があります」という文面が追加されている程度で、よく注意しなければコピーコントロール機能付きの製品とは区別がつかない（作品にもよる）。
システム内容はマクロヴィジョン社（現・ロヴィ）の"フェアフリーダムCD"技術を採用しており、動作対象OSは32ビットのWindows XPまたは2000であり、ディスクに内蔵されている専用ソフトウェアによってコンピュータ上での再生、回数制限付きのハードディスクへのコピー（及びWindows Media Playerでの再生やWindows DRMに対応した携帯プレイヤーへの転送）やCD-Rへの作成が可能となっている。但しiTunes、OpenMG JukeBox、SonicStage、x-アプリ、SD-Jukebox等には対応していない。